# Armand Steurs
Pour les articles homonymes, voir Steurs.
Armand Steurs, né le 30 septembre 1849 à Schaerbeek et décédé à Saint-Josse-ten-Noode le 16 octobre 1899, est un politicien libéral belge.
Il est le dixième premier magistrat de la commune.

## Biographie

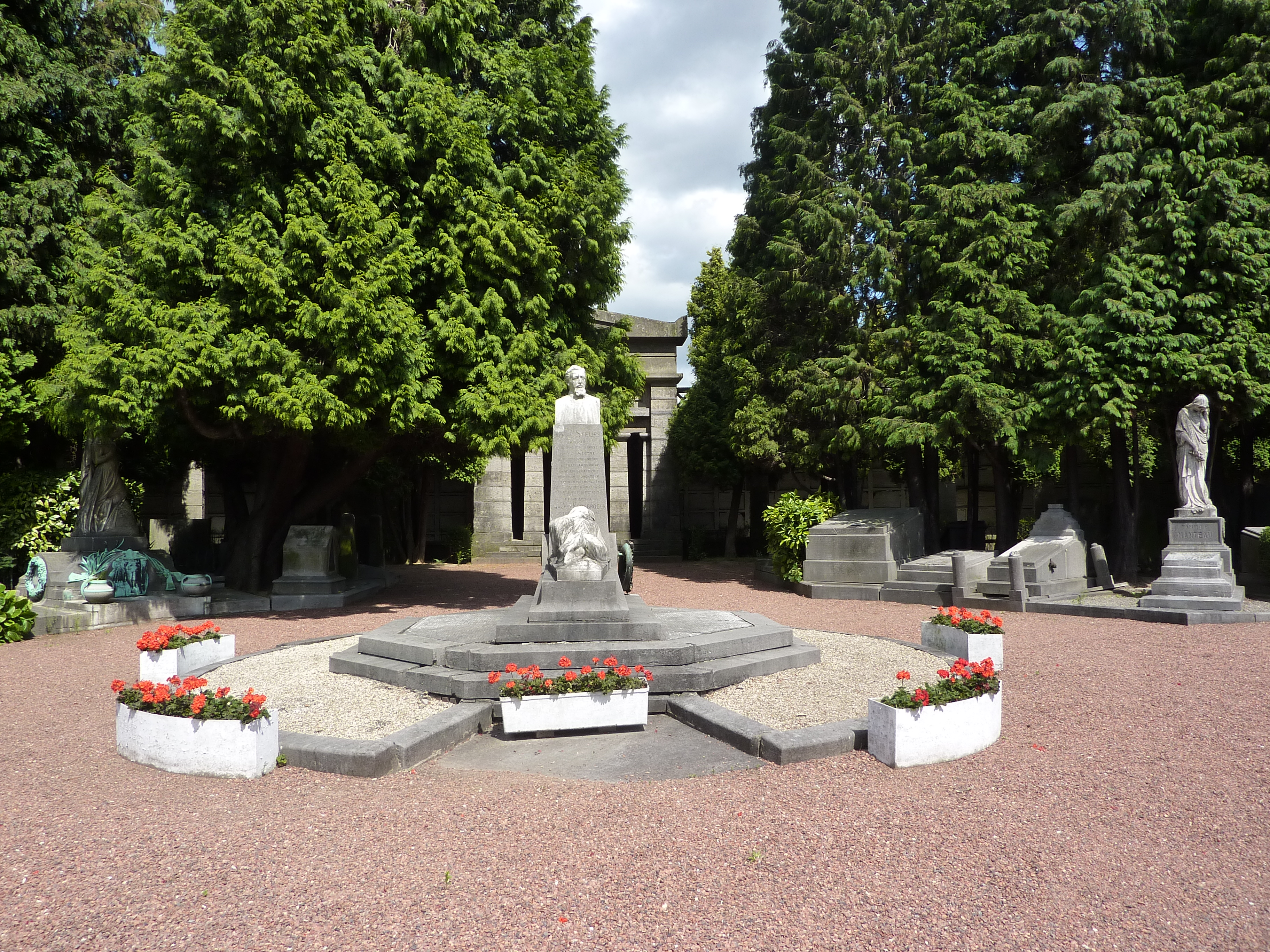
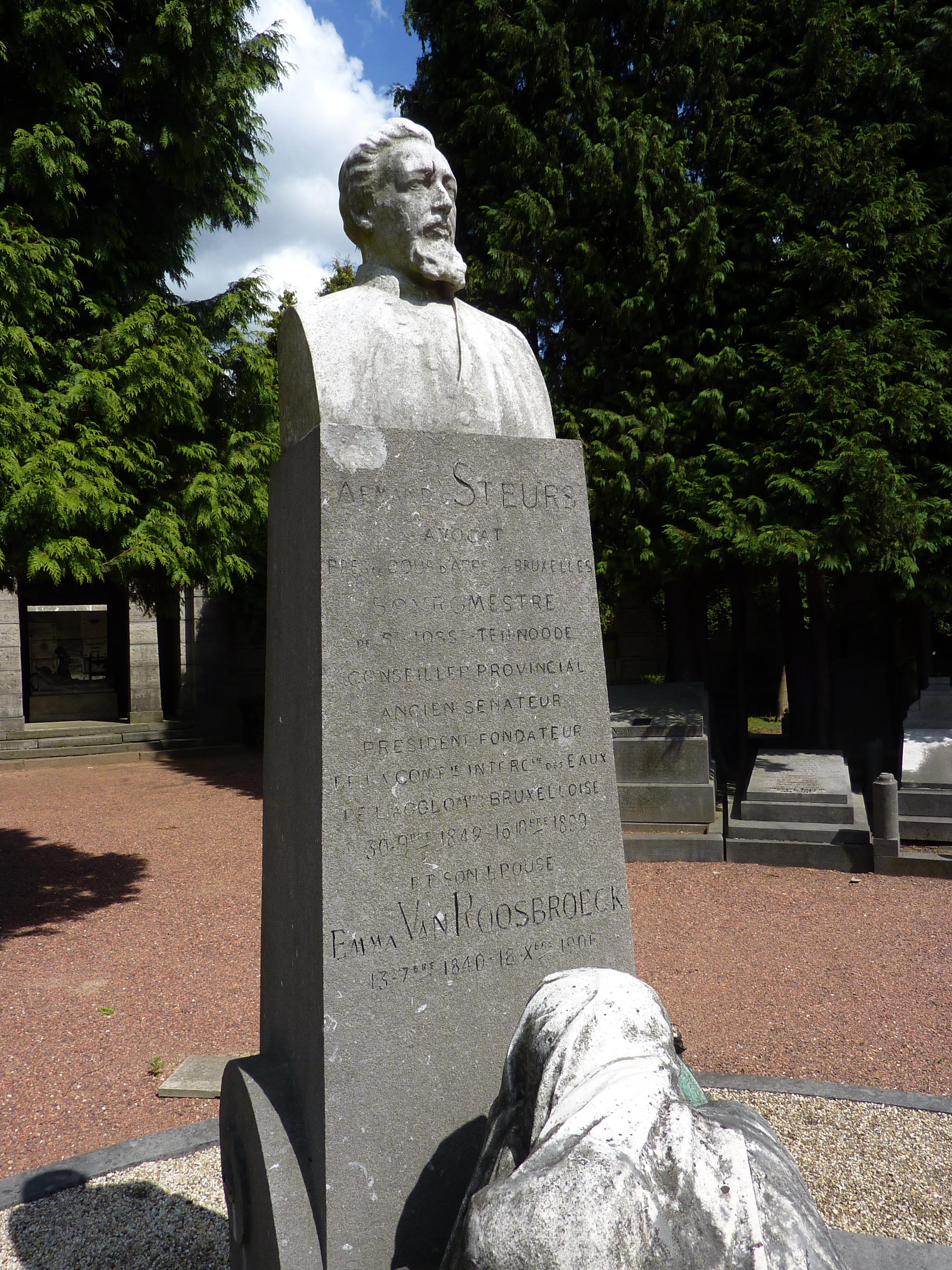

Armand Steurs est un avocat. Il est bourgmestre de Saint-Josse-ten-Noode de 1885 à 1899.

## Odonymie
Son nom a été donné à un square, le square Armand Steurs à Saint-Josse-ten-Noode.

## Tombe d'Armand Steurs
Armand Steurs est inhumé au cimetière de Saint-Josse-ten-Noode.